# ویتور میراندا
ویتور میراندا (انگلیسی: Vitor Miranda؛ زادهٔ ۱۰ مارس ۱۹۷۹) ورزشکار هنرهای رزمی ترکیبی اهل برزیل است. وی از سال ۲۰۰۱ میلادی تاکنون مشغول فعالیت بوده است.